# 中國大陸—澳門關係
中國大陸與澳門關係（簡稱陸澳關係、澳陸關係），又稱中國內地與澳門關係，是指中國大陸與澳門特别行政區之間的關係。1999年，根據《中葡聯合聲明》，葡萄牙將澳門主權移交給中華人民共和國，成立特別行政區。澳門依據《澳門基本法》享有高度自治。

## 合作
2011年3月公布的《中華人民共和國國民經濟和社會發展第十二個五年規劃綱要》中明確表述國家支持深化內地與澳門的經濟合作，繼續實施CEPA，確定《粵澳合作框架協議》中粵澳合作的重要功能定位。現時，特區政府參與內地區域合作的平台包括︰
1. 粵澳合作聯席會議及相關內容；
2. 珠澳合作會議及相關內容；（參見珠澳關係）
3. 泛珠三角區域合作與發展論壇；
4. 京澳經貿合作會議；
5. 港澳合作高層會議及相關內容；（参见香港與澳門關係）

透過這上述平台，澳門和内地可以开展包括跨境基建、促進人流物流的便利措施、商貿投資推廣、環境保護、食物安全、資訊科技、城市建設、旅遊合作、文化活動交流、體育項目推廣，以及康復治療人才培訓等方面的合作。
自2022年11月1日起，中华人民共和国公安部出入境管理局启用智能签注设备受理内地居民赴澳门旅游签注申请。